# Phalaenopsis lamelligera
Phalaenopsis lamelligera — епіфітна трав'яниста рослина родини орхідні.
Вид не має усталеної української назви, в україномовних джерелах використовується наукова назва Phalaenopsis lamelligera. У деяких джерелах розглядаэться як синонім Phalaenopsis cornu-cervi.

## Синонім
- Polychilos lamelligera (HRSweet) Shim, 1982

## Біологічний опис
Моноподіальна рослина з сильно укороченим стеблом.

## У культурі
Вимоги аналогічні Phalaenopsis cornu-cervi. Загальна інформація про агротехніку у статті Фаленопсис.